# Салинас, Хорхе
Хорхе Салинас (исп. Jorge Salinas Perez) (27 июля 1968, Мехико, Мексика) — мексиканский актёр театра и кино.

## Биография
Родился 27 июля 1968 года в Мехико (по другим данным в Тлалтенанго). После окончания средней школы захотел связать свою жизнь с кинематографом и поступил в CEA и после его окончания в 1983 году дебютировал в мексиканском кинематографе и снялся в 32 работах в кино и телесериалах. Был номинирован 19 раз на 6 различных премий, из которых ему удалось победить в 6 из них в премиях: Bravo, Juventud, Palmas de Oro, People en Español и TVyNovelas.

## Фильмография

### Избранные телесериалы
- 1985—2007 — Женщина, случаи из реальной жизни
- 1992 — Дедушка и я — Эрнесто
- 1996 — Моя дорогая Исабель — Алехандро
- 2003-04 — Ночная Мариана — Игнасио Луго Наварро
- 2006 —
  - Самая прекрасная дурнушка — Роландо
  - Супруга-девственница — Хосе Гуадалупе Крус
- 2007-08 — Огонь в крови — Оскар Рейес
- 2014-15 — Мое сердце твоё — Фернандо Ласкурайн
- 2015-16 — Страсть и власть — Артуро Монтенегро

### Избранные фильмы
- 2000 — Сука-любовь — Луис

## Театральные работы
- 2010 — Аромат Гардении
- 2017 — Загадочные вариации